# 愛を歌う花
『愛を歌う花』（あいをうたうはな、原題：해어화）は、2016年の韓国映画。
作中で歌われる『朝鮮の心』はヨニ役を演じるチョン・ウヒが作詞した。

## ストーリー
日本統治下の朝鮮、京城の妓生(キーセン)養成学校「券番」でソユル(ハン・ヒョジュ)とヨニ(チョン・ウヒ)は出会う。美貌と歌唱力を備え最高の歌姫と称されるソユルと天性の歌声を持つヨニは互いに親友となり、同期からも羨望される存在となっていた。そんな中、流行曲の作曲家ユヌ(ユ・ヨンソク)は民衆の心情を代弁する『朝鮮の心』という曲を作曲し、ソユルに歌ってほしいと言う。更にはソユルに結婚を約束するようになったユヌだったが、偶然ソユルと居合わせたヨニの歌声を聴き、ヨニに歌手としての天性を見出すようになる。嫉妬心に燃え、ユヌの曲と愛を手に入れようとするソユルは朝鮮総督府警務局長の平田清(パク・ソンウン)に近づく。

## キャスト
- ソユル：ハン・ヒョジュ
- ユヌ：ユ・ヨンソク
- ヨニ：チョン・ウヒ
- 平田清：パク・ソンウン
- サンウォル：チャン・ヨンナム
- イ・ナニョン：チャ・ジヨン